# ریور باتم (اکلاهما)
ریور باتم(به انگلیسی: River Bottom) شهری در ایالت اکلاهما کشور ایالات متحده آمریکا است که جمعیت آن در سرشماری سال ۲۰۱۰ میلادی، ۱۵۴ نفر بوده‌است.